# UN-Sonderberichterstatter zur Menschenrechtssituation in Belarus
Die Stelle des Sonderberichterstatters zur Menschenrechtssituation in Belarus (englisch Special Rapporteur on Belarus) wurde 2012 vom UN-Menschenrechtsrat geschaffen, um die politische und gesellschaftliche Situation in Belarus unter der zunehmend autoritären und repressiven Herrschaft des seit 1994 regierenden Präsidenten Aljaksandr Lukaschenka (* 1954) zu beobachten.

## Das UN-Mandat
Am 28. Juni 2012 schuf der UN-Menschenrechtsrat das Mandat für den Sonderberichterstatter für die Menschenrechtssituation in Belarus durch seine Resolution A/HRC/20/13. Seither wird es jedes Jahr verlängert. Von 2012 bis 2018 war der Ungar Miklós Haraszti Amtsträger, seine Nachfolgerin wurde 2018 die Französin Anaïs Marin. Von 2004 bis 2007 hatte bereits ein entsprechendes Mandat bestanden.
Der Sonderberichterstatter hat die Aufgabe, Informationen von allen relevanten Akteuren in Belarus zu sammeln, die Menschenrechtssituation dort zu beurteilen und Empfehlungen für Verbesserungen abzugeben. Diese sollen in jährlich zu erstellenden Berichten an den Menschenrechtsrat und die UN-Generalversammlung niedergelegt werden. Der Sonderberichterstatter soll der Regierung von Belarus bei der Erfüllung ihrer Menschenrechtsverpflichtungen helfen und auch der Zivilgesellschaft Beratung und Unterstützung anbieten.
Die Sachverständige ist keine Mitarbeiterin der Vereinten Nationen, sie wird von der UN mit einem Mandat beauftragt für das ein vom UN-Menschenrechtsrat verabschiedeter Verhaltenskodex gilt. Der unabhängige Status der Mandatsträgerin ist für die unparteiische Wahrnehmung ihrer Aufgaben wesentlich. Die Amtszeit eines Mandats ist auf maximal sechs Jahre begrenzt.

## Amtsinhaber
- Adrian Severin  Rumänien, 2004–2007
- Miklós Haraszti  Ungarn, 2012–2018
- Anaïs Marin  Frankreich, seit 2018–2024
- Nils Muižnieks  Lettland, seit 2024

## Publikationen (Auswahl)
- A/HRC/53/53: Report of the Special Rapporteur on the situation of human rights in Belarus, Anaïs Marin, 3. Mai 2023
- A/77/195: Report of the Special Rapporteur on the Situation of Human Rights in Belarus, Anais Marin, 20. Juli 2022
- A/76/145: Report of the Special Rapporteur on the Situation of Human Rights in Belarus, Anais Marin, 19. Juli 2021